# Edgar Bruun
Edgar Bruun   (Christiania, 4 d'agost de 1905 - Oslo, 30 d'octubre de 1985) fou un atleta noruec, especialista en marxa, guanyador d'una medalla al Campionat d'Europa d'atletisme.
Durant la seva carrera esportiva va prendre part en tres edicions dels Jocs Olímpics d'Estiu. El 1936, a Berlín, fou cinquè en els 50 quilòmetres marxa del programa d'atletisme. El 1948, a Londres, fou quart en l'mateixa prova i el 1952, a Hèlsinki, dissetè, novament en la cursa dels 50 quilòmetres marxa.
En el seu palmarès destaca una medalla de bronze en els 50 quilòmetres marxa del Campionat d'Europa d'atletisme de 1938, en finalitzar tercer rere Harold Whitlock i Herbert Dill. Guanyà fins a 20 campionats nacionals en diferents distàncies de marxa entre 1936 i 1955. També va millorar en sis ocasions algun rècord mundial de marxa.

## Millors marques
- 50 quilòmetres marxa. 4h 26' 41" (1936)[6]